# M-51
O M51 é um míssil balístico intercontinetal lançado de submarino (SLBM), construido pela ArianeGroup, entrou em serviço com a marinha frâncesa. Foi projetado para ser o substituidor do M45 SLBM (Em frânces MSBS - Mer-Sol-Balistique-Stratégique "Sea-ground-Strategic ballistic"), entrou em serviço em 2010.
Cada míssil carrega seis a dez ogivas termonucleares TN 50, operáveis independentemente. Cada uma com 100 quilotoneladas de TNT.
O motor de três fases do M51 é derivado diretamente dos propulsores de combustível sólido do Ariane 5. Tal como os outros SLMB, tal como o Trident D5, o M51 usa um cone extensivel, com espigão.
Os mísseis são um compromisso sobre o design do SLBM M5, que era para ter um alcance de 11.000 km e carregar 10 "Tête nucléaire océanique" ("ogiva nuclear oceânica") MIRVs de última geração. Os trabalhos de projecção do M5 começaram nos anos 80 pela empresa Aerospatiale, isto antes do projeto ter sido renomeado para M51 em 1996, após isto os custos de desenvolvimento decresceram em 20%. O M51 entrou em serviço em 2010.

## Testes
Ate agora foram feitos apenas testes com projeteis desarmados:
- 9 de novembro de 2006, um míssil foi lançado de Biscarose, o alvo no Oceano Atlântico foi atingido 20 minutos depois .
- 21 de junho de 2007
- 13 de novembro de 2008
- 27 de janeiro de 2010

## Operadores
A marinha francesa é a única operadora..

## Referencias

Comparação do M-45 e o M-51.

1. ↑  Un missile M-51 a été tiré depuis un sous-marin en plongée ce matin, Jean-Dominique Merchet, Libération
2. ↑  Le missile M-51 est retombé à 2000 kilomètres des côtes américaines, Jean-Dominique Merchet, Libération
3. ↑  Tir d’essai du missile M51, Ministro da defesa